# 臺南市立圖書館
臺南市立圖書館為臺南市的公共圖書館系統，臺南市政府文化局為其主管機關。由總館以及39個區圖書館、新營文化中心圖書館、臺南文化中心音樂圖書室、台江文化中心圖書館、許石音樂圖書館、蕭壠兒童圖書館，總計45所公共圖書館所構成臺南市公共圖書館（但不全隸屬市圖管理），此外尚有兩部行動圖書館。

## 歷史

### 日治時期

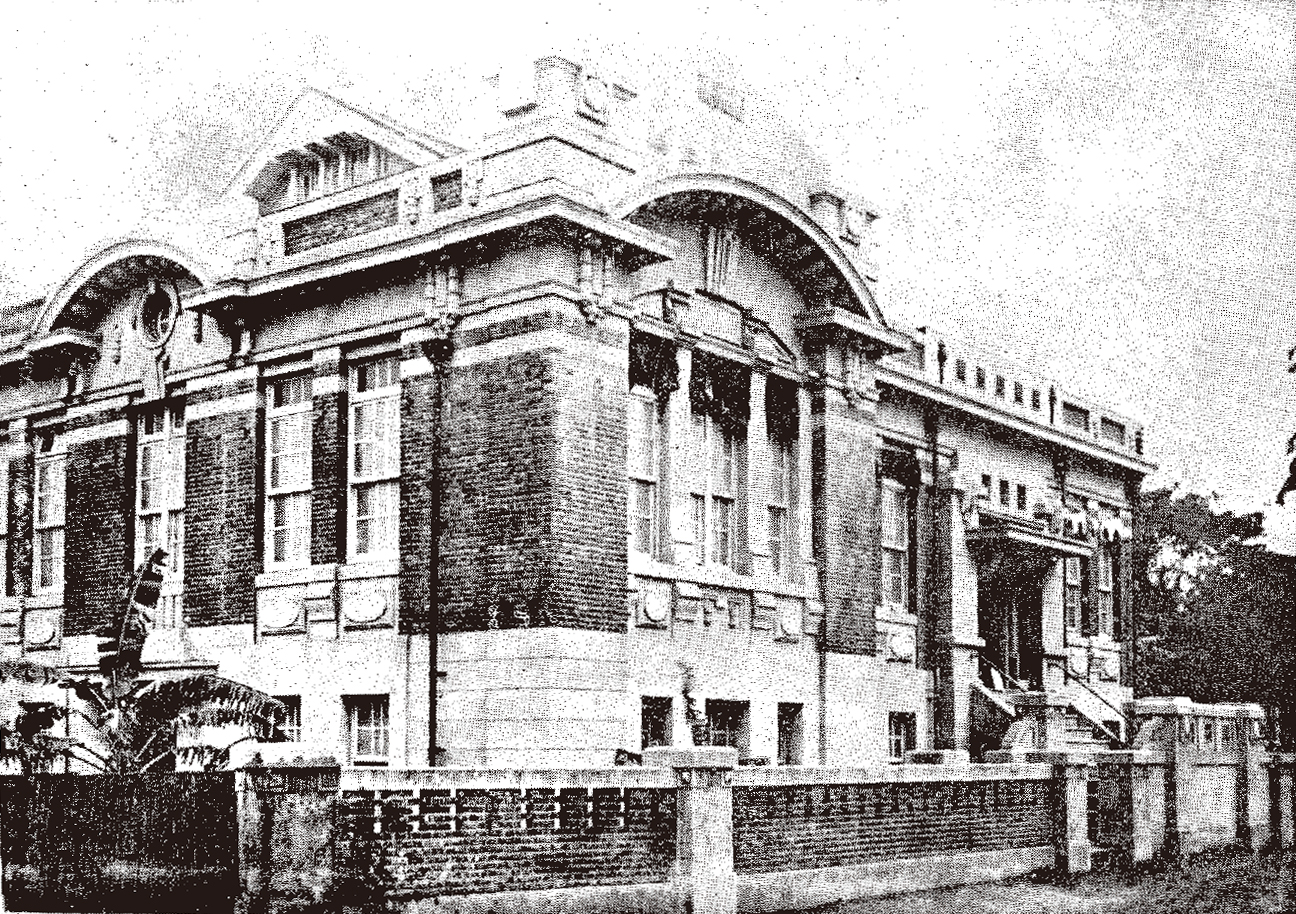
1923年落成之臺南圖書館，由建築師尾辻國吉設計。二次大戰後繼續作為台南市圖書館使用，直到遷至台南公園內（今臺南市立圖書館公園總館），後被轉售予遠東集團，並於1975年興建遠東百貨（今大遠百台南公園店）。

臺南市公共圖書館的濫觴可追溯到臺灣日治時期大正八年（1919年）9月13日，位於臺南市花園町二丁目30番地的財團法人臺南公館（後為臺南公會堂）附屬圖書館的設立，其係利用位於池畔的建物。大正十年（1921年）3月10日，由辜顯榮捐款3萬圓為財團法人臺南公館附屬圖書館的新館舍動工，剩餘5千圓用來新購圖書。大正十年（1921年）10月6日，圖書館落成，為一棟紅磚造的兩層樓建築，由總督府臺南州技師尾辻國吉設計:22。1923年4月，此圖書館改交由臺南市管理；並「臺南市立臺南圖書館」之設立於同年12月26日通過，成為臺南州臺南市役所轄下的圖書館。1924年4月，臺灣濟美會為了獎勵教育而300圓於館內設立了記念文庫。1927年1月，圖書館增建了二樓閱覽室及一樓兒童室。另外，臺南州下其他市街庄亦有設置圖書館，以下為目前臺南市轄區內於日治時期之13座圖書館：
| 名稱               | 成立年月   | 閱覽人次 | 圖書冊數 |
| ------------------ | ---------- | -------- | -------- |
| 臺南市立臺南圖書館 | 1923年12月 | 100,012  | 24,502   |
| 歸仁圖書館         | 1924年3月  | 9,287    | 1,450    |
| 關廟圖書館         | 1929年3月  | 762      | 802      |
| 新化圖書館         | 1924年7月  | 8,154    | 1,?95    |
| 善化圖書館         | 1925年6月  | 18,265   | 1,871    |
| 麻豆圖書館         | 1924年5月  | 13,739   | 2,457    |
| 下營圖書館         | 1928年11月 | 1,300    | 1,089    |
| 六甲圖書館         | 1928年9月  | 4,018    | 850      |
| 官田圖書館         | 1928年11月 | 3,415    | 498      |
| 佳里圖書館         | 1924年9月  | 4,634    | 931      |
| 新營圖書館         | 1936年4月  | 7,772    | 470      |
| 鹽水圖書館         | 1925年8月  | 27,390   | 2,420    |
| 柳營圖書館         | 1924年6月  | 439      | 1,728    |

### 縣市分立時期
二次大戰後，臺南市立臺南圖書館變更為臺南市立圖書館。1974年4月，舊館址標售後，至南區的市立體育場成立臨時圖書館。1975年，臺南市立圖書館總館遷到臺南公園北側剛落成的總館（今公園總館）:7。民國六十八年（1979年）1月，臺南縣立圖書館設立。民國七十二年（1983年），臺南縣立圖書館併入臺南縣立文化中心。臺南市立圖書館獲行政院及臺灣省政府核定維持獨立機關，不併入臺南市立文化中心。民國八十九年（2000年），臺南市立圖書館從教育局改隸於文化局（後改為文化觀光處）:9。

### 縣市合併後
2010年12月25日，臺南市和臺南縣合併升格改制為直轄市，臺南市立圖書館及轄下7所分館稱呼不變。臺南縣政府文化處圖書館，改稱「南瀛圖書館」，由臺南市立圖書館管理；原臺南縣各鄉鎮市立圖書館則改為區圖書館（31所）。以上各圖書館合稱為「臺南市公共圖書館」。2012年1月1日，南瀛圖書館移交新營文化中心管理，改稱「新營文化中心圖書館」。2014年1月1日，臺南市立圖書館原有7所分館
移撥各區區公所管理，改為區圖書館。
2021年1月2日，臺南市立圖書館行政機構遷至利用永康區陸軍砲校釋出區域新建的新總館。

## 各館

### 總館
為臺南市政府文化局轄下的二級機關，按《臺南市立圖書館組織規程》，負有督導及評鑑臺南市各區圖書館業務之責。新總館位於臺南市永康區康橋大道255號，2020年12月25日試營運，2021年1月2日正式開幕。公園總館位於臺南市北區公園北路3號。

### 各區圖書館
臺南縣市合併升格後，臺南縣各鄉鎮市公所轄下原有的圖書館，改稱區圖書館，並由區公所管轄。民國103年，臺南市立圖書館原有7所分館，改為區圖書館，移撥各區區公所管理。依照《臺南市各區公所組織規程》，區圖書館管理機關為區公所的人文課（民政及人文課）。全市除公園總館所在的北區外皆有設置，另外東區、南區、安南區設置2座。
| 名稱             | 館址                       | 管理單位               | 備註 |
| ---------------- | -------------------------- | ---------------------- | --- |
| 安平區圖書館     | 安平區育平路320號          | 安平區公所人文課       | 位於安平區政園區，周邊有安平區公所、安平區衛生所、安平戶政事務所、台南市政府警察局第四分局，對面為臺南市立安平國民中學。內有與臺北德國文化中心合作設立的「德國資訊與自學中心」:70。                                                                          |
| 安南區安南圖書館 | 安南區安中路二段310號3樓   | 安南區公所人文課       | 與安南區公所，安南戶政事務所合署辦公，但主要藏書的開架書庫另位於後棟建築。 |
| 安南區土城圖書館 | 安南區城安路85號           | 安南區公所人文課       | 對面即為正統鹿耳門聖母廟。 |
| 中西區圖書館     | 中西區湯德章大道3號        | 中西區公所人文課       | 前身是設於原臺南愛國婦人會館內的中區分館，2001年11月9日遷至文資處廳舍:138，2022年9月18日遷至原臺南州會二至三樓，成為台南市首座古蹟圖書館。 |
| 東區林森圖書館   | 東區林森路二段46號         | 東區區公所人文課       | 1997年4月26日落成:30，4月28日以「臺南市立圖書館東區分館」之名正式啟用:圖3，曾有臺南市使用率最高的分館之記錄:17。主要藏書的開架書庫位於三至七樓，與新東里活動中心使用同棟建築，鄰近長榮高級中學，預計2025年8月遷至台南監理站旁，興建中的林森停E1立體停車場 。 |
| 東區裕文圖書館   | 東區裕信路237號            | 東區區公所人文課       | 2012年12月10日落成。位於虎尾寮重劃區，對面即為臺南市東區裕文國民小學，亦鄰近臺南市東區復興國民小學、臺南市立復興國民中學等學區。 |
| 南區喜樹圖書館   | 南區喜樹路179號            | 南區區公所人文課       | 1996年10月30日落成:30。有全臺灣最大的圖書分館之記錄:16。喜樹圖書館有相當豐富的政府出版品，以及公報、學報等資料:67。 |
| 南區鹽埕圖書館   | 南區新和東路51號           | 南區區公所人文課       | |
| 新營區圖書館     | 新營區太北里45-8號         | 新營區公所民政及人文課 | 鄰近新營太子宮 |
| 鹽水區圖書館     | 鹽水區橋南里月津路14-1號   | 鹽水區公所民政及人文課 | 旁邊即為臺南市鹽水區月津國民小學 |
| 白河區圖書館     | 白河區永安里大德街1號      | 白河區公所民政及人文課 | |
| 柳營區圖書館     | 柳營區士林里柳營路二段59號 | 柳營區公所民政及人文課 | |
| 後壁區圖書館     | 後壁區後壁里131號          | 後壁區公所民政及人文課 | |
| 東山區圖書館     | 東山區東山里225-4號2樓     | 東山區公所民政及人文課 | |
| 麻豆區圖書館     | 麻豆區巷口里興國路11號3、4樓 | 麻豆區公所民政及人文課 | |
| 下營區圖書館     | 下營區下營里文化街117號    | 下營區公所民政及人文課 | |
| 六甲區圖書館     | 六甲區水林里中山路202號4樓 | 六甲區公所民政及人文課 | |
| 官田區圖書館     | 官田區隆田里中山路一段129號  | 官田區公所民政及人文課 | |
| 大內區圖書館     | 大內區大內里1-45號         | 大內區公所民政及人文課 | |
| 佳里區圖書館     | 佳里區六安里安北路118號    | 佳里區公所民政及人文課 | |
| 學甲區圖書館     | 學甲區仁得里建國路38號     | 學甲區公所民政及人文課 | |
| 西港區圖書館     | 西港區西港里中山路370號    | 西港區公所民政及人文課 | |
| 七股區圖書館     | 七股區大埕里377號          | 七股區公所民政及人文課 | |
| 將軍區圖書館     | 將軍區忠興里180-50號       | 將軍區公所民政及人文課 | |
| 北門區圖書館     | 北門區永隆里港北49號       | 北門區公所民政及人文課 | |
| 永康區圖書館     | 永康區永康里永大二路88號   | 永康區公所人文課       | 位於永康區社教中心大樓內 |
| 新化區圖書館     | 新化區護國里中山路132號    | 新化區公所民政及人文課 | |
| 善化區圖書館     | 善化區東關里中山路377號3樓 | 善化區公所民政及人文課 | |
| 新市區圖書館     | 新市區民族路192號          | 新市區公所民政及人文課 | |
| 安定區圖書館     | 安定區安加里262-8號        | 安定區公所民政及人文課 | |
| 山上區圖書館     | 山上區南洲里53號           | 山上區公所民政及人文課 | |
| 玉井區圖書館     | 玉井區民族路218號          | 玉井區公所民政及人文課 | |
| 楠西區圖書館     | 楠西區東勢里中正路309號    | 楠西區公所民政及人文課 | |
| 南化區圖書館     | 南化區南化里227-1號        | 南化區公所民政及人文課 | |
| 左鎮區圖書館     | 左鎮區中正里176-19號       | 左鎮區公所民政及人文課 | |
| 仁德區圖書館     | 仁德區仁義里正義路39號2樓  | 仁德區公所人文課       | 位於仁德公有零售市場大樓二樓 |
| 歸仁區圖書館     | 歸仁區歸仁里大德路127號    | 歸仁區公所人文課       | |
| 關廟區圖書館     | 關廟區關廟里文化街1號      | 關廟區公所民政及人文課 | |
| 龍崎區圖書館     | 龍崎區崎頂里新市子38號     | 龍崎區公所民政及人文課 | |

### 新營文化中心圖書館

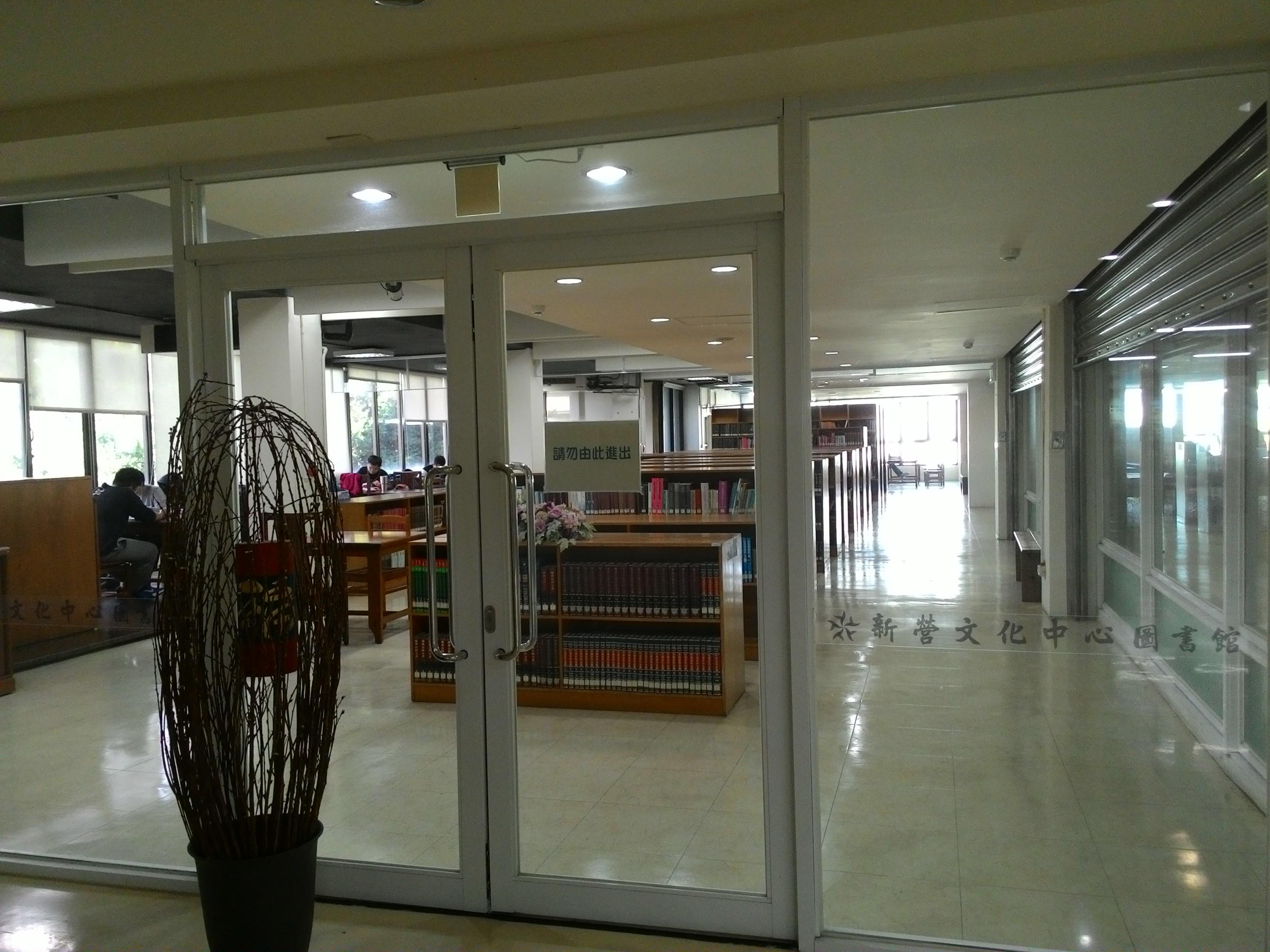
新營文化中心圖書館

原為民國68年（西元1979年）元月設立的「臺南縣立圖書館」，民國72年併入「臺南縣立文化中心」，並隨著文化中心升格與改制，多次變更正式名稱，於臺南縣市合併升格前夕，為「臺南縣政府文化處圖書館」。民國99年（西元2010年）12月25日合併升格後，稱「南瀛圖書館」，由臺南市立圖書館管理。民國101年（西元2012年）元旦，移交新營文化中心管理，改為現今名稱。

### 臺南文化中心音樂圖書室

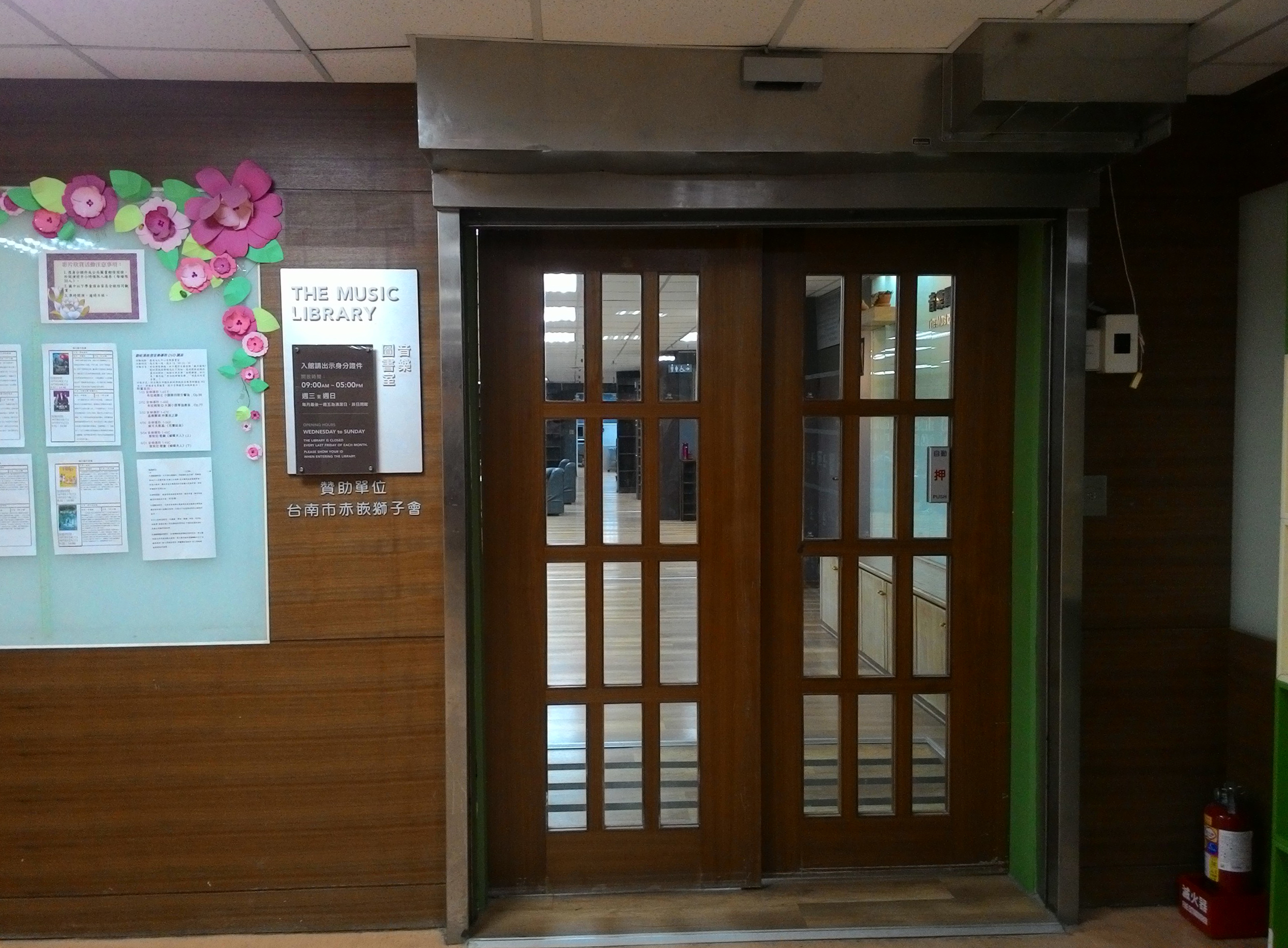
臺南文化中心音樂圖書室

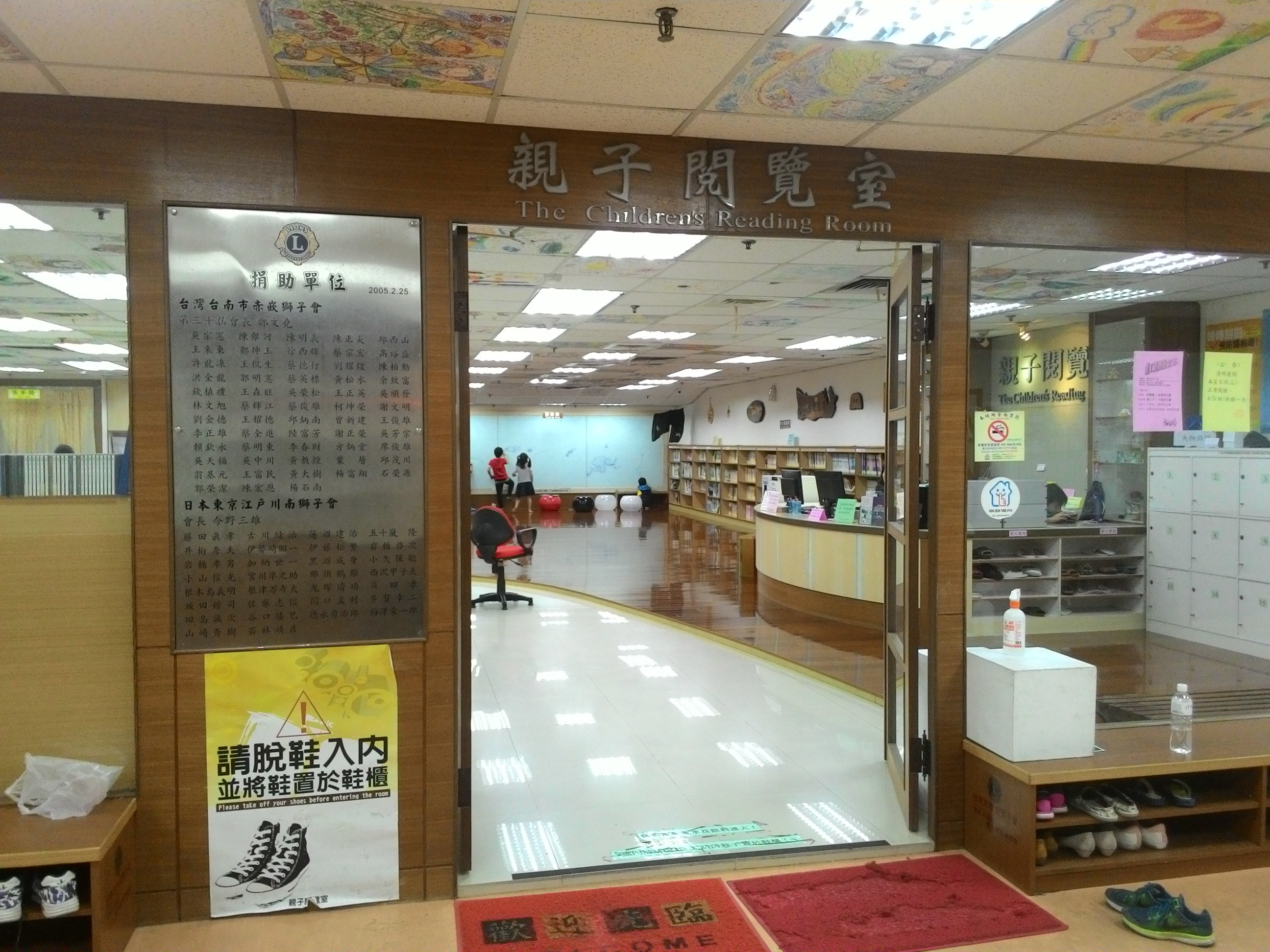
臺南文化中心音樂圖書室的親子閱覽室

位於臺南文化中心演藝廳地下室，佔地200坪。成立於民國74年元月六日，立意為推廣音樂文化，提昇市民藝術素養，配合演藝廳之表演藝術活動而設立的主題圖書室，室藏發展以音樂、戲劇、舞蹈相關資料之蒐集，及提供音樂資訊與服務為方向。內部有個人視聽室、多人放映室、一般閱覽區、公用電腦區、資料室、監控室、及親子閱覽室等。

### 台江文化中心圖書館
位於台江文化中心終身學習中心地下室，佔地280坪。於2019年1月4日起試營運，同年4月13日正式開幕。內部有期刊報紙區、樂齡區、兒童區、親子共讀區、青少年區、親子上網區、台江文獻區。

### 許石音樂圖書館

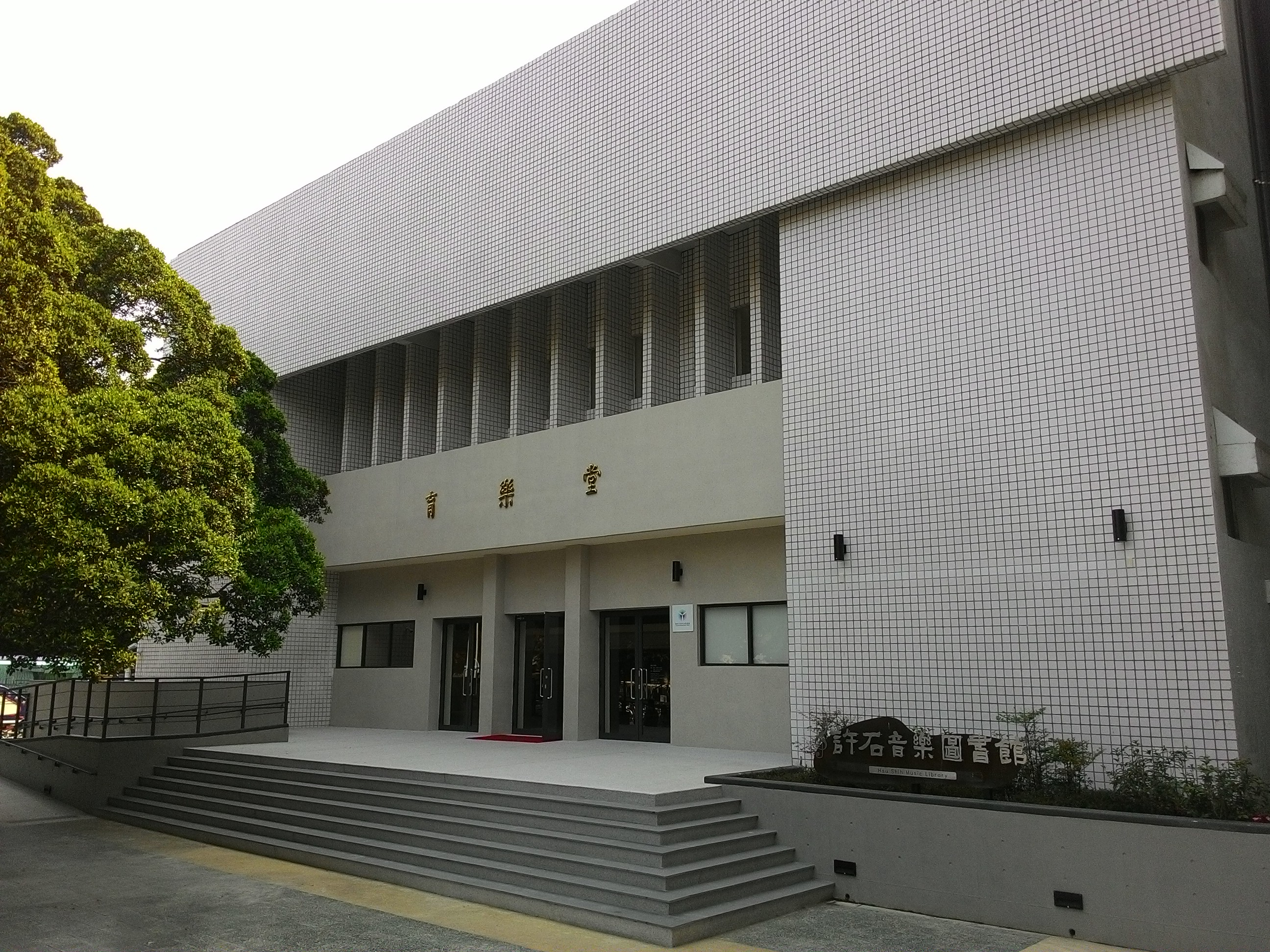
許石音樂圖書館

位於公園總館旁邊，原為臺南最早的藝文展演場所「育樂堂」。2015年起市府結合教育部「推動公共圖書館書香卓越典範館補助專案計畫」，開始著手整建為音樂圖書館，2018年3月3日正式開館啟用。館內除了紀念與典藏臺灣著名作曲家許石的文稿文物，以及收藏音樂類圖書之外，還擁有展覽空間和劇場表演空間，是相當多功能的藝文圖書館。

### 蕭壠兒童圖書館

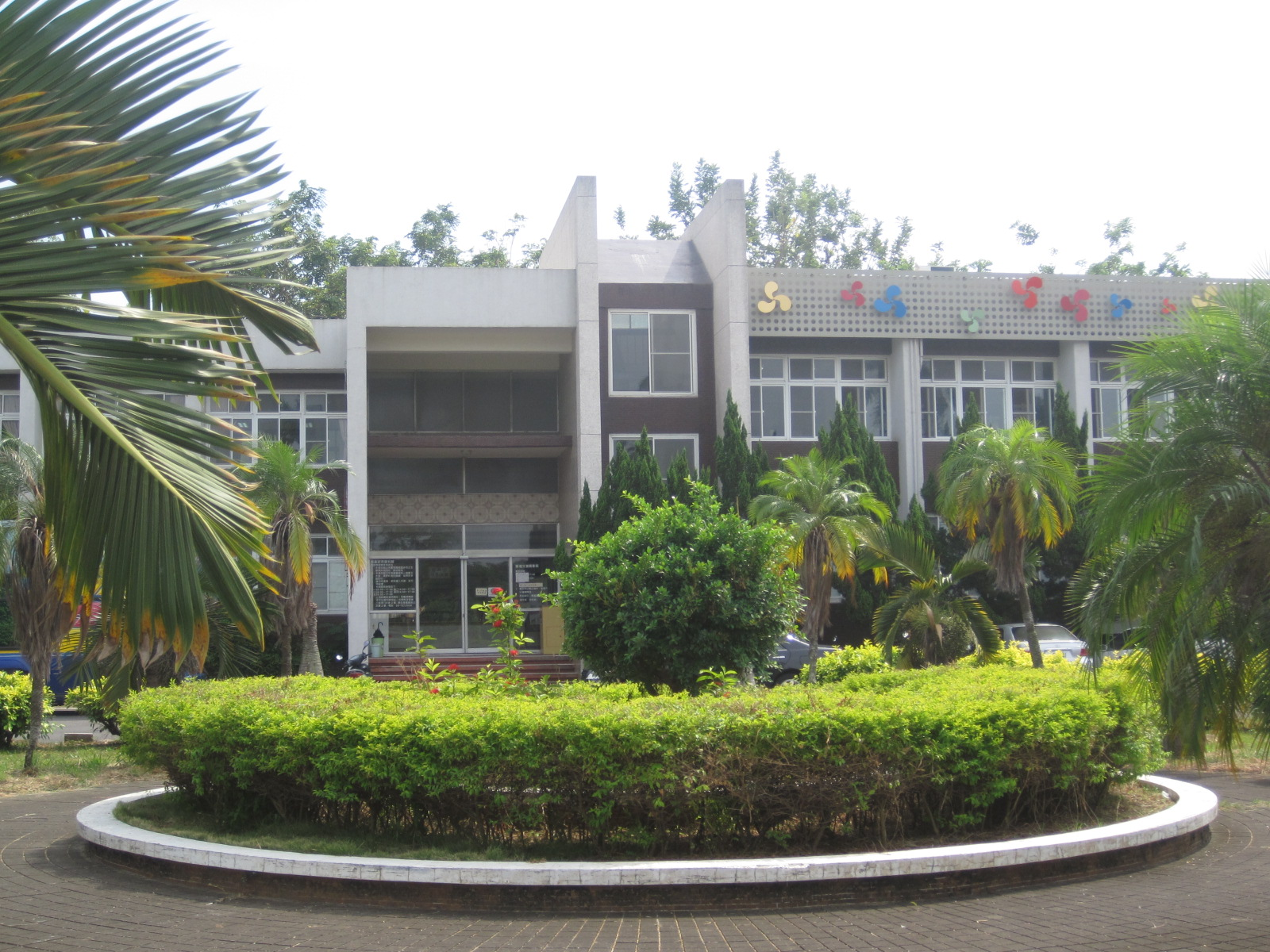
蕭壠兒童圖書館

原址為佳里糖廠內的辦公室。2003年該場地由臺南縣政府向臺灣糖業公司租下並著手進行空間活化再生。2008年臺南縣政府通過行政院文化建設委員會擴大內需案補助，並向全國民眾、各大出版社、企業家、兒童文學家等各界人士「募書入股」，最後召集股東566名，共募集1萬3,796冊圖書，經篩選整理了近1萬2,000冊，並於2009年10月10日正式啟用。
另外在兒童館同棟建築的二樓，還有隸屬於南瀛國際人文社會科學研究中心的「南瀛研究資料館」，主要典藏臺南與臺灣在地文史書籍。雖非臺南市公共圖書館的一員，但該資料館的館藏內容可與臺南市圖書館的館藏查詢系統連結共用。

### 行動圖書館

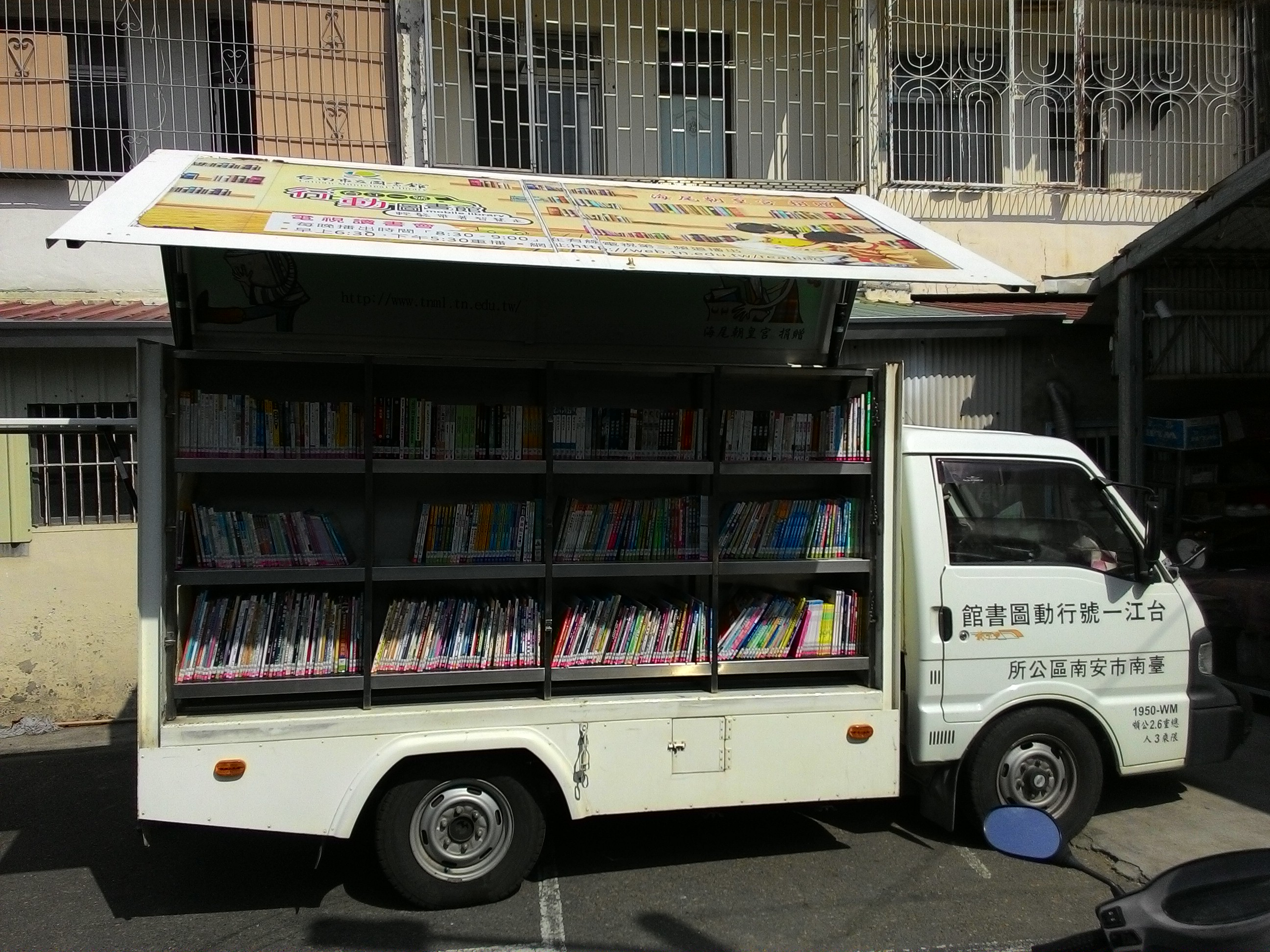
臺江一號行動圖書館

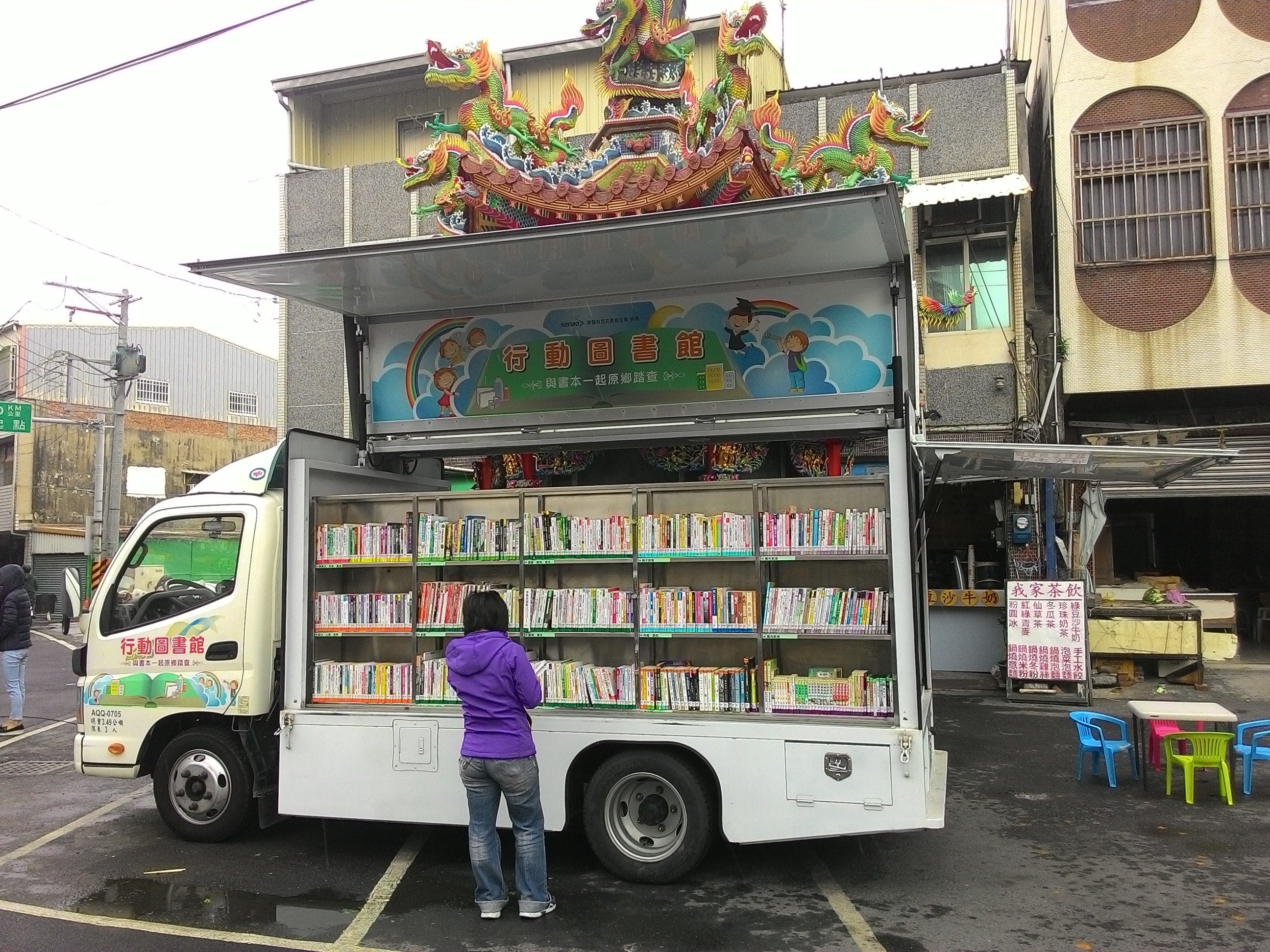
市圖行動圖書館於將軍區馬沙溝

目前共有兩部行動圖書館，分別為「臺江一號」與「市圖行動圖書館」，其各自於每個週末輪流在8個社區據點服務（一個據點半天，一週服務4個據點，每兩週一個週期）:58、59。
「臺江一號」是臺南市第一部行動圖書車，在2008年9月6日舉行捐贈儀式，由安南區海尾朝皇宮所捐贈:58，並以黑面琵鷺作為吉祥物，服務據點為安南區。2016年4月起再加入第二部行動圖書車「市圖行動圖書館」，服務據點涵蓋南區、安平區三鯤鯓、仁德區、歸仁區、學甲區、將軍區等地。

## 外部連結
- 官方网站 （中文）（英文）（日語）
- 臺南市立圖書館的Facebook專頁